# Lý Thường Kiệt
Lý Thường Kiệt (Hán tự: 李常傑) (1019–1105) était un eunuque et général vietnamien de la dynastie Lý au Viêt Nam.

## Biographie
Il a servi durant les  trois dynasties de Lý Thái Tông, Lý Thánh Tông et Lý Nhân Tông et ses nombreuses grandes réalisations, ont fait de lui l'un des deux plus grands généraux de la Dynastie Lý, avec Lê Phụng Hiểu.
Il fut un général de premier plan de la guerre entre les dynasties Lý et Song.
Lý Thường Kiệt est à l'origine de ce qui est considéré comme étant la première Déclaration d'Indépendance vietnamienne et est à ce titre considéré comme un héros national.
Nam quốc sơn hà (Chữ Hán: 南國山河) "Les montagnes et les rivières du pays du Sud" (1077) est un poème en langue chinoise par Lý Thường Kiệt affirmant la souveraineté de Viêt Nam sur ses terres.

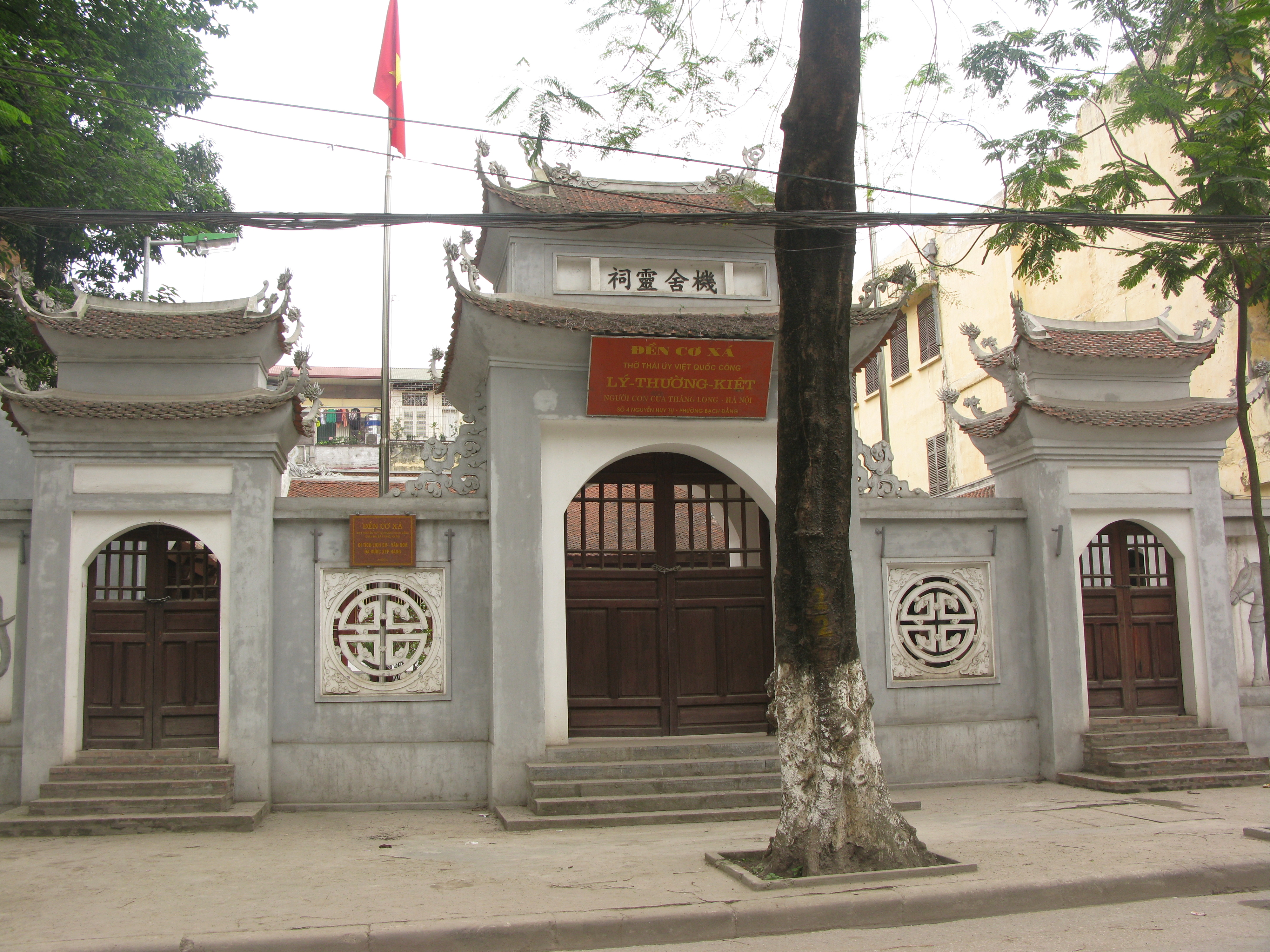
Temple à Lý Thường Kiệt, dans la rue Nguyễn Huy Tự, du quartier Bạch Đằng (ancien village de Cơ Xá), district de Hai Bà Trưng à Hanoi.